# A Hard Day's Night (píseň)
A Hard Day's Night je píseň anglické skupiny The Beatles ze stejnojmenného alba A Hard Day's Night z roku 1964. Autory skladby jsou John Lennon a Paul McCartney. Nejdříve byla vydána společně s písní „Things We Said Today“ ve Velké Británii jako singl.

## Příběh
Jako autoři jsou sice uvedeni oba Lennon i McCartney, avšak základ písně napsal Lennon, který se inspiroval výrokem bubeníka Ringa Starra, jenž po celém dni natáčení pronesl, že to byl skutečně perný den (a hard day's night). Lennonovi se evidentně Ringova hříčka líbila, a proto ji nejdříve zmínil ve své knize In His Own Write, kterou napsal už v roce 1963. Posléze k němu přišel režisér Richard Lester, jenž režíroval stejnojmenný film Perný den, s tím, že větu hodlá použít. Následující ráno Lennon přinesl píseň, kterou k snímku složil.

## Ohlas
Beatles za nahrávku získali zlatou desku, též jednu ze svých čtyř cen Grammy a samotný film byl nominován i na dva Oscary. Později dal dokonce jméno i jednomu hotelu v Liverpoolu, který dnes stojí vedle Cavern Clubu, kde Beatles několikrát vystupovali.

## Sestava
Obsazení:
- John Lennon – elektrická kytara, zpěv
- Paul McCartney – baskytara, zpěv
- George Harrison – elektrická kytara
- Ringo Starr – bicí, perkuse
- George Martin – piano
- Norman Smith – bonga